# Maagband

Aanpasbare maagband

Een maagband is een middel dat wordt toegepast bij (ernstig) overgewicht en eetstoornissen. De band wordt om de bovenkant van de maag aangebracht, om eerder een vol gevoel te krijgen. Daardoor wordt het makkelijker om minder te gaan eten.

## Procedure
Het plaatsen van de maagband is een laparoscopische, minimaal invasieve, operatie. De maagband wordt om de bovenkant van de maag geplaatst, en creëert hier een mini-maag boven de bestaande maag met een inhoud van ongeveer 1 à 2 eetlepels, gelijk aan een gastric bypass echter zonder de fysieke scheiding. Alternatief kan er ook een maagverkleining worden uitgevoerd doch verkiest men over het algemeen de maagband.
De huidige generatie maagbanden is zonder chirurgisch ingrijpen desgewenst aan te passen. Zo kan de band door middel van een onderhuids aangebrachte injectiepoort worden vergroot, dan wel verkleind.

## Indicaties
Over het algemeen wordt een maagband pas geplaatst als laatste optie. De maag zelf is tenslotte niet verantwoordelijk voor de (morbide) obesitas. Een voordeel is wel dat het plaatsen van een maagband zelden permanent is en dus zonder schade weer kan worden verwijderd. Een aantal redenen waarom de maagband als optie in overweging genomen zouden kunnen zijn (boven op de (morbide) obesitas):
- verhoogde kans op diabetes type II;
- beginnende degeneratie van gewrichten (artritis) met name in de heupen en knieën;
- (beginnende) vorming van trombose, met negatieve prognose;
- disfunctioneren van (bekende) dieetmethodieken.

## Contra indicaties

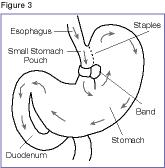
Permanente maagband met maagwandseparatie

Een maagband zal in principe niet worden geplaatst indien de patiënt voldoet aan één of meer van de volgende voorwaarden:
- psychiatrische aandoening;
- Zwanger ten tijde van de ingreep;
- Cardiologisch risico;
- Anesthetisch risico.

## Zwangerschap
Zwangerschap is mogelijk, ook al heeft men een maagband; echter bij het bezoeken van de gynaecoloog dient expliciet te worden vermeld dat de patiënt een maagband heeft. Een mogelijke aanpassing in het dieet dan wel aan de maagband zelf (vullen of verslappen) behoren tot de mogelijkheden.

## Risico
Zoals bij elke operatie, bestaan er natuurlijk risico's en mogelijk verhoogde kansen op (ernstige) aandoeningen. Voor informatie over de risico's —bij deze ingreep— zijn, op het moment van schrijven, geen cijfers beschikbaar in openbare bronnen, raadpleeg hiervoor uw arts of chirurg. Een permanent verhoogd risico bij laparoscopische ingrepen, met inbegrip van het plaatsen van een maagband, is er op de volgende aandoeningen:
- Ontsteking, waaronder ook longontsteking en ontsteking van de operatiewond(en);
- littekenscheuring;
- vochtophopingen mogelijk met effusie;
- trombose;
- (interne) bloedingen.